# Daehyeon-dong, Daegu
Daehyeon-dong (koreanska: 대현동) är en stadsdel i staden Daegu i den centrala delen av Sydkorea, 240 km sydost om huvudstaden Seoul. Den ligger i stadsdistriktet Buk-gu.